# Shōtōkai
Der Begriff Shōtōkai (jap. 松濤会, Kyūjitai 松濤會) bezeichnet eine Stilrichtung in der japanischen Kampfkunst Karate-dō.

## Entwicklung in Japan
In den 1920er Jahren wurde Karate durch Funakoshi Gichin, einem Schüler von Itosu, in Japan bekannt gemacht. 1935 konnte das erste Karate-Dōjō in Japan gegründet werden: das Shoto-Kan, das „Haus des Shōtō“.
Shōtō, was so viel wie „KiefernWellen“ bedeutet, war der Name, mit dem Funakoshi seine chinesischen Gedichte unterzeichnete: „Wenn ich Zeit hatte, ging ich den Hängen des Berges Torao entlang… wenn es ein bisschen Wind hatte, konnte man das Rauschen der Föhrennadeln hören und das tiefe, undurchdringbare Geheimnis, das in den Wurzeln allen Lebens liegt, fühlen.“ Auch der von Funakoshi unterrichtete Karate-Stil wurde fortan als Shōtōkan bezeichnet.
Funakoshi Gichin, geboren 1868, hatte sowohl die Systeme des Shōrin-Ryū als auch die des Shōrei-Ryū gemeistert. Daneben studierte er die chinesischen Klassiker, befasste sich mit Dichtung und Kalligrafie und unterrichtete an der Volksschule.
Zeit seines Lebens betonte Funakoshi die Nähe der Kampfkunst zum Zen-Buddhismus. So war er auch bereit, das Schriftzeichen für Karate, „China Hand“, in Karate, „leere Hand“, einem Begriff, der an den Begriff der Leere im Zen anknüpft, zu ändern und kam damit dem japanischen Nationalismus entgegen. Auch in andern Belangen geriet das Karate-dō Funakoshis, das er als Kampfkunst mit primär erzieherischen Zielsetzungen auffasste, unter den Druck nationalistisch-militärischer Kreise. Die Nihon Butoku-Kai, die maßgebliche staatliche Organisation, verlangte die Einführung eines Gradierungssystems und von Wettkämpfen und erklärte vier Karate-Stile zu Hauptstilrichtungen: Shōtōkan, Shitō-Ryū, Gōjū-Ryū und Wadō-Ryū. Das Gürtelsystem akzeptierte Funakoshi, die Wettkämpfe nicht. Er erlaubte in seinen Trainings nicht einmal die heute auch im Shōtōkai-Karate üblichen Kumite, d. h. Übungsformen zu zweit.

## Differenzierung in Shōtōkai Karate-dō und Shōtōkan-Wettkampf-Karate
Nach dem Zweiten Weltkrieg, in dem auch das Shōtō-Kan, auch Hombu oder Zentraldōjō genannt, zerstört wurde, forderten auch einige der ältesten Schüler Funakoshis (Nakayama, Nishima und Obata) die Einführung von Wettkampftrainings und die bessere Vermarktung des Karate durch Wettkämpfe. Nakayama gründete 1949 die Japan Karate Association (JKA) um Karate als Wettkampfsport zu verbreiten. Funakoshi verweigerte ihm seine Unterstützung – trotzdem ernannte ihn die JKA zum „Ehrenausbilder“. Eine „Ehre“, die er allerdings nie annahm.
Karate-dō und Wettkampf waren für Funakoshi nicht zu vereinbaren. Zu seinem Nachfolger, seinem Uchi-Deshi, seinem „inneren“ Schüler, der auch die inneren Werte der Kampfkunst gemeistert hat, ernannte Funakoshi Egami Shigeru. Dieser begründete die „Shōtōkai Ryu“, die „Schule der Gruppe des Shōtō“, so genannt in Anlehnung an die Nihon Karate-dō Shōtō-Kai, eine Vereinigung, die sich 1935 zur Unterstützung Funakoshi Senseis und des Baus des Shōtō-Kan gebildet hatte. Gichin Funakoshi starb 1957.

## Entwicklung des Shōtōkai-Karate
Egami Shigeru blieb mit dem Shōtōkai-Karate dem Geist des am Zen orientierten Karate-do treu. „Wer den Weg des wahren Karate gehen will, muss nicht nur versuchen, neben seinem Gegner zu bestehen, er muss die Einheit mit ihm suchen. Töten steht nicht zur Frage, auch geht es nicht ums Gewinnen. Im Üben des Karate-dō geht es darum, eins mit dem Partner zu werden und zusammen fortzuschreiten.“ In diesem Sinn entwickelte und erneuerte er auch die Techniken. Sein Ziel wurde es, mit größtmöglicher Leichtigkeit und Lockerheit ein Höchstmaß an Kraft, Energie und Präsenz zu entwickeln, um den Weg frei zu machen für Harmonie und Einheit in der gemeinsamen Bewegung.
Nach dem Tode von Funakoshi Sensei im Jahre 1957 übernahm Egami die Funktionen des Haupttrainers im Honbu Dojo, dem Zentraldōjō, in Japan und die Leitung des Nihon Karate-Do Shōtōkai. Er präsidierte die Organisation bis zu seinem Tode im Jahre 1981. Sein Nachfolger und heutiger Vorsteher des Nihon Karate-dō Shōtōkai ist Genshin Hironishi. Sein Nachfolger, der jetzige Präsident, ist Jotaro Takagi, ein ehemaliger CEO des Mitsubishi-Konzerns.

## Weltweite Verbreitung des Shōtōkai-Karate
In den fünfziger Jahren setzte die Verbreitung des Karate durch die Schüler Funakoshis außerhalb Japans ein, durch die meisten unter dem Namen „Shōtōkan“ und in mehr oder weniger enger Verbindung zur JKA.
1957 kam Tetsuij Murakami auf Anfrage von Henri Plée, dem französischen „Karatepionier“, nach Europa, wo er mit dem Aufbau von Trainingsgruppen in Frankreich, Italien, Portugal, Ex-Jugoslawien, Deutschland und der Schweiz begann. Murakami Sensei unterrichtete auch Elvis Presley während dessen Aufenthalt als US-Soldat in Deutschland.
Zu Anfang lehrte Murakami Shōtōkan-Karate wie es auch Funakoshi zuerst unterrichtet hatte. 1968, während einer Reise nach Japan, hatte er die Gelegenheit, Egamis weiterentwickelte Übungsformen kennenzulernen. Murakami schloss in der Folge Shōtōkai-Prinzipien nach seinem Verständnis und Gutdünken in seine (Shōtōkan)Karate-Praxis ein. Murakami Sensei starb 1987 in Paris.
Mitsusuke Harada, der ebenfalls bei Egami trainiert hatte, brachte Shōtōkai-Karate nach Brasilien, wohin ihn seine berufliche Tätigkeit führte. 1965 zog er nach England, wo er seither lehrt. Shōtōkai, wie es in der letzten entscheidenden Lebensphase von Meister Egami entwickelt wurde, ist von Meister Harada in Europa eingeführt worden. Harada erhielt die Einzelheiten dazu von der bereits bestehenden französischen Shōtōkai-Gruppe: Haradas französischer Schüler Sensei Bassis hatte die Instruktionen für die neue Form von Meister Egami erhalten.

## Tetsuji Murakamis Ernennung
Murakamis Nomination von 1974 zum Verantwortlichen in Frankreich war eine Angelegenheit, die stark von politischem Denken und geopolitischer Strategie der Verantwortlichen des NKS (Nippon Karate-dō Shōtōkai) in Japan bestimmt war.
Harada wollte in Frankreich nicht mehr unterrichten, und es galt sicherzustellen, dass auch in Frankreich ein Japaner an die NKS-Zentrale rapportierte. Nach Verhandlungen wurde Murakami 1974 zum 5. Dan gradiert und erhielt Zugang zu all den in Frankreich bereits zuvor existierenden Shōtōkai-Gruppen der Harada-Linie, und dies obwohl er nie Shōtōkai-Unterricht erhalten hatte.
Den japanischen Reinheitsgeboten folgend galt es zu verhindern, dass ein Gajin (ein Nicht-Japaner, ein Fremder) diese Verantwortung übernahm.

## Die nie festgelegte Nachfolge von Meister Murakami
Meister Murakami hat wie erwähnt zahlreiche Gruppen in mehreren Ländern Europas ins Leben gerufen. Als Murakamis Tod nahte, versuchten die engsten Schüler vom schwer krebskranken Murakami herauszufinden, wer sein Nachfolger werden solle. Murakamis Antwort auf diese Frage war: „Ich werde wieder genesen.“ Kurz vor seinem Tod erwirkte Murakamis Frau, dass der Meister zum Katholizismus bekehrt wurde.
Tatsache ist, dass es in der „Murakami-Linie“ keinen designierten offiziellen Nachfolger gibt.
Die in vielen Ländern existierenden Murakami-Gruppen bestehen größtenteils unabhängig voneinander und leider ohne einvernehmliche Zusammenarbeit untereinander. Bedauerlicherweise gehen die meisten Energien im seit Jahren dauernden Richtungsstreit darum, wer recht hat und die richtigen Interpretationen der Murakami-Lehre kennt. Dies in einem Umfeld, wo sich viele dieser Adepten wie in einem Supermarkt verhalten haben: Sie bedienten sich nach eigenem Gutdünken mit den Details, die ihnen bedeutsam erschienen. Und zwar alle ein wenig anders. Das einzige Credo der einen Gruppe ist die tiefe Stellung, andere bevorzugen die lockere Ausführung der Technik – die Widersprüche sind auf diese Weise vorbestimmt, eine Einigung ist nicht in Sicht.

## Vielfalt von Shōtōkai-Gruppen
In Frankreich wurden mehrere Shōtōkai-Verbände gegründet, der größte ist AKSER (Association Internationale Karate-dō Shōtōkai Egamiryu), geleitet von William A. Schneider, der seit über 50 Jahren Karate-dō praktiziert. Schneider war Schüler und später Assistent von Harada Sensei und hat bei mehreren Japan-Aufenthalten direkt bei Egami Sensei trainiert und Danprüfungen abgelegt (Sensei = Lehrer, Meister). Schneider Sensei ist Träger des höchsten Dangrades im Shōtōkai-Karate-dō (5. Dan) und ist in der offiziellen und staatlich anerkannten französischen Karate-Federation 6. Dan. William Schneider ist auch Gründer und Präsident von AKSER International, der in 11 Ländern vertreten ist – darunter neben Oesterreich, der Schweiz, Serbien und Griechenland auch Japan und Kanada.
Ebenfalls in Frankreich unterrichtet nach dem Tod von Meister Murakami u. a. Patrick Herbert, der seit 1974 Murakamis Schüler und seit 1980 sein Assistent gewesen war. Patrick Herbert ist technischer Leiter der Vereinigung Karate-Do Shotokai Europe KDSE; er unterrichtet in Paris und an Stages in Frankreich und in der Schweiz.
Neben der Organisation von Harada, dem KDS, gibt es in England und Schottland drei weitere Shōtōkai-Organisationen, die Shindo Shotokai Association, die Shotokai Foundation und das Shotokai College.
In Chile unterrichtet Itos Schüler (Schüler von Kenjiro Kawanabe) Humberto Heyden Shōtōkai-Karate. Ein weiterer Schüler Egamis, der in Europa, in Italien und in Spanien, unterrichtet, ist Hiruma.
Weitere Shōtōkai-Gruppen, die sich auf Meister Murakami berufen sind u. a.:
Shotokai Europe (Patrick Herbert, F)
IKDS (Adam Prince, F)
Karate Dō Italia Kenkyūkai (Marco Forti, Angelo Camelia, Andrea Severi, I)
KISA (Giorgio Vecchiet, I)
KISEIKAI (Yves Ayache, F)
Mushinkai Europa (Luis de Carvalho, F)
Murakami-Kai Schweiz (Martin Wälchli, CH)
Scuola Shotokai Italia (Antonio Maltoni, I)
Shotokai Portugal (Mario Rebola, P)
Surya (José Patrao, P)

## Aktuelle Lage
Es stellt sich die Frage wie das Murakami-Museum künftig verwaltet werden soll – mit all den fruchtlosen und divergierenden Interpretationsdebatten. Weit mehr interessiert aber, wer den Shōtōkai-Stil an seinen Ursprüngen studiert hat und ihn im Sinne Egamis pflegt und weiterentwickelt.
Denn dies sei hier angefügt: Meister Harada ist nach dem Tod von Meister Egami stilistisch mehr oder weniger zu den Formen von Meister Funakoshi zurückgekehrt.
Es gibt den bizarren Umstand, dass mehrere Vertreter, die das Erbe von Murakami (und des Shōtōkai) exklusiv für sich in Anspruch nehmen, sich gleichzeitig selber gradiert haben.
Andere wie Patrick Herbert, Adam Prince oder Yves Ayache wurden erst kürzlich zum 5. Dan gradiert.
Gemäß den allgemein anerkannten Budōprinzipien muss es einen (höher gradierter und erfahreneren) Experten geben, der diese Gradierung beurteilt und gefördert hat.
Adolphe Schneider, 6. Dan verbrachte mehrfach lange Studien-Aufenthalte in Japan bei Meister Egami, und traf ihn jede Woche mit seinem Übersetzer und Japanisch-Lehrer oder Experten der kaiserlichen Gakkushuin-Universität. Den letzten Besuch von Schneider im Jahre 1974 versuchte Harada – vergeblich – zu unterbinden. Meister Egami befand, dass er selber darüber bestimme, wen er zu Schulungszwecken zu sich einlade.
Gemäß der Tradition wurde Adolphe Schneider von Egami im inneren Kreis verschiedener japanischer Meister und Experten zum vertiefenden Studium weiterempfohlen.
Dadurch erhielt er etwa die Möglichkeit, von Meister Usami, einem Instruktor von Egami, okinawische Katas zu erlernen, die weniger bekannt sind, weil sie in der Regel von den Lehrern nur einer beschränkten Anzahl Schülern weitergegeben werden. Die Kenntnis dieser Formen liefert den historischen Schlüssel zum Verständnis der Entwicklung der Katas im Shōtōkai-Stil.
Während der Studienaufenthalte in Japan hat sich Adolphe Schneider mit weiteren Aspekten der Kampfkunst auseinandergesetzt. Es war und ist ihm ein Anliegen, dass Shōtōkai wohl eine technisch weiterentwickelte Form des Karate ist – aber es sollte sich stets als kampftaugliche Form und nicht als rein ästhetische Geste erweisen.
Es ist auch kein Zufall, dass Adolphe Schneider sein Handwerk bei Meistern des Hojo und Bojitsu erweitert und verfeinert hat, dass er in Japan und Frankreich Lehrer wie Omori Sogen oder Roshi Deshimaru traf.

## Das Shōtōkai-Kollektiv in Frankreich
Schneiders Engagement hat heute eine Fortsetzung: er initiierte und koordiniert das sogenannte Shōtōkai-Kollektiv, einen Kreis französischer Shōtōkai-Vertreter. Es war und ist ihm stets ein großes Anliegen, gemeinsam an einer Einigung über die wichtigsten technischen Prinzipien des Shōtōkai zu arbeiten. Dies um das bedeutungsmässig ins Abseits geratende Shōtōkai vor der technischen Beliebigkeit zu bewahren, ihm im Umfeld des Karate ein besseres Ansehen zu verleihen und dem Stil im französischen Verband mehr Gewicht zu geben.
Die meisten französischen Shōtōkai-Exponenten verloren indes das Interesse an dieser Gruppe wieder, nachdem sie dank Vermittlung von Adolphe Schneider beim französischen Verband ihre Prüfung ablegen konnten.

## Übertragen heißt Übersetzen
Auch heute noch lockt die Exoten-Falle: alles was in der Kampfkunst aus Japan und China kommt, ist in Mode, vieles wird vorbehaltslos übernommen. Adolphe Schneider kann dank Japanisch-Kenntnissen und einer jahrelangen kritischen Analyse die Spreu vom Weizen trennen. Er hat 1998 ein Kompendium verfasst, das das Shōtōkai-Karate vollständig beschreibt – einschließlich der 30 wichtigsten Katas. Keine andere Quelle im Westen führt die Shōtōkai-Katas in dieser unterrichtsnahen Art aus. Dr. Günther Bitzer-Gavornik (AKSER Österreich) hat das Buch ins Deutsche übersetzt.